# Basilio Argiro
Basilio Argiro (970 circa – dopo il 1023) era un nobile e generale bizantino della famiglia degli Argiro, fratello dell'imperatore Romano III. Basilio era il nonno materno dell'imperatore Romano IV Diogene.
Secondo la Synopsis Historiarum di Giovanni Scilitze, Basilio Argiro era lo stratego di Samo inviato a combattere il ribelle italiano Melo di Bari intorno al 1010/1011. È possibile che il resoconto della carriera di Basilio in Italia sia il risultato della confusione di Scilitze tra Argiro e un altro Basilio contemporaneo, soprannominato Mesardonite, che era il catepano d'Italia. D'altra parte, potrebbe essere stato un comandante della flotta inviata a supportare Basilio Mesardonite nella repressione della ribellione. Fu richiamato dall'Italia intorno al 1017. Studiosi moderni come Guilou e Vannier considerano Basilio Argiro e Basilio Mesardonite come la stessa persona, un'opinione non condivisa da Aleksandr Petrovič Každan.
Dopo un vuoto nella sua carriera, Basilio appare come il primo governatore bizantino di Vaspurakan, un regno armeno, che fu consegnato dal suo re Senekerim-Giovanni all'imperatore Basilio II nel 1021/1022. Poco dopo la sua nomina fu rimosso dall'incarico per incompetenza. La parte mancante nella carriera di Basilio può essere sommariamente colmata dalle informazioni fornite da un sigillo rinvenuto a Preslav, in Bulgaria, sul quale Basilio è nominato patrikios e stratego di Tracia.
Basilio e i membri della sua famiglia svolsero un ruolo nell'interazione bizantina con i vicini orientali dell'impero. Il matrimonio della figlia di Basilio, Elena, con il re georgiano Bagrat IV faceva parte di un accordo di pace negoziato dalla madre di Bagrat, la regina Miriam, figlia dell'ex re Senekerim-Giovanni di Vaspurakan, nel 1032. Scilitze parla anche dei figli di Basilio come arconti che vissero nel Thema Anatolico a metà dell'XI secolo. L'altra figlia di Basilio, il cui nome non ci è pervenuto, fu sposata al generale Costantino Diogene e divenne la madre del futuro imperatore Romano IV Diogene.